# Revolver (canção)
"Revolver" é uma música da artista musical estadunidense Madonna, contida em seu terceiro álbum de grandes sucessos com o mesmo nome (2009). Foi lançada em 14 de dezembro de 2009 pela Warner Bros. e marcou seu lançamento final com a gravadora, que ela esteve contratada desde 1982. A música apresenta o rapper americano Lil Wayne e foi escrita por Madonna, Carlos Battey, Steven Battey, Dwayne Carter, Justin Franks e Brandon Kitchen. Foi produzido por Madonna e DJ Frank E.
O lançamento do single incluiu remixes de David Guetta e Afrojack, que ganhou o Grammy de Melhor Gravação Remixada, categoria Não Clássica, no Grammy Awards de 2010. Esta versão também aparece na versão deluxe do álbum de Guetta, One More Love (2010). O single também incluiu mixagens de Paul van Dyk, Tracy Young e remixes de "Celebration" de Akon e Felguk. A versão original do álbum não aparece em nenhum formato do lançamento e algumas versões são creditadas como "Madonna vs. David Guetta".
Uma música electropop, "Revolver" mostra Madonna cantando a música inteira, com a participação de Wayne no final. A letra fala sobre a justaposição de amor com armas. Os críticos contemporâneos fizeram uma crítica mista da música. Alguns elogiaram o refrão "Meu amor é um revólver", enquanto outros achavam que era nada assombroso e não comparável às músicas anteriores de Madonna. O single chegou às regiões mais baixas das paradas oficiais da Bélgica, Canadá, Finlândia e Reino Unido, alcançando o número quatro na tabela de músicas da Hot Dance Club Songs dos Estados Unidos. A música foi apresentada no The MDNA Tour em 2012, onde Madonna empunhava um rifle Kalashnikov no palco.

## Antecedentes e composição
Em março de 2009, Liz Rosenberg, representante de Madonna, confirmou que o artista planejava lançar um álbum de grandes sucessos até o outono de 2009. Além disso, ela comentou que também planejava ir ao estúdio para gravar material inédito para o álbum. Posteriormente, o empresário de Madonna, Guy Oseary, pediu aos fãs da artista idéias para a lista de músicas da compilação, por meio de sua conta no Twitter. Mais tarde foi confirmado que a cantora compôs três novas faixas para o álbum, das quais Paul Oakenford produziu duas. A Warner Bros. Records anunciou através do site oficial da Madonna que o título da obra seria Celebration. Ele também disse lá que a última música seria "Revolver", uma colaboração com Lil Wayne cuja demo que já poderia ser encontrada na Internet, juntamente com a canção homônima. Antes do álbum será lançado em 29 de setembro de 2009, a versão original de "Revolver" vazou na Internet, embora sua demo já havia vazado em maio. Em dezembro de 2009, a revista NME confirmou que "Revolver" seria o segundo single do álbum. A Warner Bros. Records lançou a edição em formato digital no Reino Unido em 14 de dezembro de 2009. Paralelamente, um único maxi do mesmo tipo foi lançado mundialmente em 29 de dezembro, contendo remixes de David Guetta e Afrojack, bem como Paul van Dyk e Tracy Young. De acordo com o site Allmusic, o lançamento foi destinada a atrair a atenção para Celebration.
Madonna, Carlos Battey, Steven Battey, Lil Wayne, Justin Franks e Brandon Kitchen compuseram "Revolver" e a cantora, juntamente com o DJ Frank E, ficou encarregado da produção. Demacio Castellon fez a mixagem, enquanto a edição com o Pro Tools ficou a cargo de Ron Taylor, da Warner Bros. Records.. No refrão, a artista canta os versos "Meu amor é um revólver, meu sexo é assassino, você quer morrer feliz?". Wayne canta uma estrofe no final, que contém versos com referências à munição. Por sua vez, o programa Auto-Tune foi usado. De acordo com Houston Chronicle, a faixa pertence ao gênero electropop. Jon Pareles, do The New York Times, comentou que Madonna canta sobre "sexo como arma" em "Revolver". O site Pretty Much Amazing mencionou que ele se parece muito com "Radar", embora ele também tenha enfatizado que Madonna não poderia ter feito isso sem Wayne. A música está em um compasso de quatro por quatro e é tocada em um ritmo moderado de 120 batimentos por minuto. De acordo com a partitura publicada no Musicnotes.com, é no tom de si♭ menor e e o alcançe vocal de Madonna varia de lá♭3 a mi♭5 "Revolver" segue a progressão harmônica básica para a sequência si♭ menor-ré♭-lá♭-si♭ menor-ré♭-lá♭.

## Análise da crítica

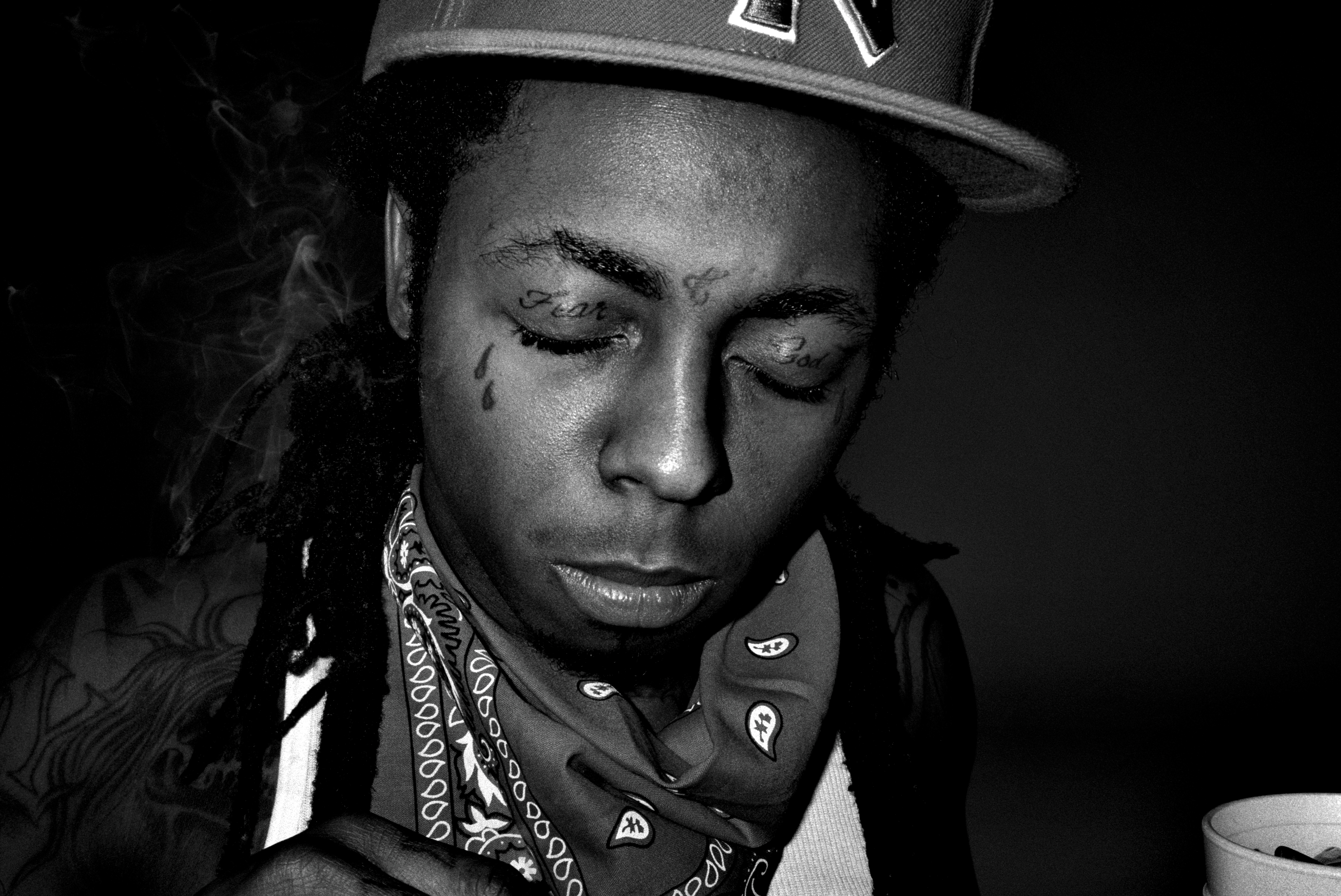
Imagem do Rapper americano Dwayne Michael Carter Jr, mais conhecido como Lil Wayne.

"Revolver" recebeu críticas polarizadas de vários meios de comunicação. Shaheem Reid da MTV chamado a faixa "uma cantiga doce" e comentou: "O convidado disparaversos, Weezy F. Bebê (Lil Wayne), aparece mais tarde e dá um monte de tapinhas nas costas quando se trata de mulheres". James Montgomery, do mesmo site, disse que a música "aponta para outras coisas" ao invés do retorno de Madonna à "idade das trevas". Na versão original de "Revolver", que foi vazado da Internet, Daniel Kreps, da Rolling Stone, disse que "esta versão melhorada, com seus sintetizadores de sirene, é mais adequado para a rainha do pop". Ele também a considerou a canção de amor mais violenta da história. Rob Sheffield, da mesma publicação, comentou que "o gênio criador do sucesso [de Madonna] é incomparável e – com a nova explosão do Europop [de] Celebration e a dupla com Lil Wayne "Revolver" – não se diminuiu. Joseph Brannigan Lynch, da Entertainment Weekly, ficou desiludido com a faixa e o considerou pouco atraente. Ele acrescentou: "Todo mundo que espera que essa colaboração com Wayne signifique uma nova direção para Madonna ficará desapontado. "Revolver" é a música de fundo típica dos 40 primeiros, mais do mesmo R&B eletrônico que estava testando em Hard Candy. [...] Não é ruim por si só, mas é certo que não terminará no próximo álbum de grandes sucessos que será lançado em dez anos. De qualquer forma, o crítico elogiou o refrão e se referiu ao "talento infalível [de Madonna] para escrever uma faixa charmosa e frívola". Em sua resenha do álbum, Leah Greenblatt, do mesmo site, considerou a música "esmagadora nas pistas de dança [e] cheia de efeitos sonoros" e afirmou que o refrão é "uma insinuação retórica". Mark Deming, do Allmusic, a considerou "um sucesso". Pretty Much Amazing comentou que "com "Revolver", Sua Majestade completa o círculo e absorve a vida do pop moderno como o conhecemos" e concluiu que apesar da semelhança com o 'Radar', é um bom faixa".
Bill Lamb, do site About.com, em sua crítica ao Celebration, disse que a música "parece ser um esforço para soar atual a esta época". Joey Guerra, do Houston Chronicle, disse que a faixa é "mais gratificante do que verdadeiramente fascinante". Douglas Wolk, da Pitchfork Media, comentou que a presença de "Revolver" no álbum de compilação era medíocre em comparação com as faixas anteriores de Madonna relacionadas a sexo, como 'Justify My Love' ou 'Erotica'". Eric Henderson, da Slant Magazine, comentou que a música era uma colaboração estragada. Sarah Crompton, do The Daily Telegraph, mencionou que "Revolver" mostra mais o talento de Lil Wayne como cantor do que o de Madonna. O site de críticas Jeneisapop.com comentou que a música é a mais "recomendável" entre as "novas" faixas do álbum e também mencionou que "Madonna recupera uma certa associação entre violência e sexo, que não aparece em seus álbuns desde então". Por seu lado, o blogueiro Perez Hilton disse que a canção "permanece na linha Hard Candy, em vez do dance requintado de "Celebration". No entanto, a nova música simplesmente não funciona. Falta originalidade, Sem inspiração – e nem Madonna parece ela mesma!", Perez disse que "nós amamos Madonna, mas "Revolver" é péssimo, de fato".

## Performance ao vivo e controvérsia
Durante a The MDNA Tour. Foi no segmento de Transgression ("transgressão") e foi a segunda música de cada show. Nas performances, ela executou uma coreografia segurando um rifle Kalashnikov, um tipo de arma comum entre muitos rebeldes, enquanto um de seus dançarinos carregava uma uzi israelense. Por sua vez, as imagens de Wayne foram usadas nas telas. Durante sua interpretação do tema em Phoenix, ele apontou para o rosto com a arma, enquanto em seu show em Miami, ele assassinou seus dançarinos mascarados. Segundo Jane Stevenson, do site canadense Jam!, "Madonna [...] realmente nos pega [com "Revolver"], pois ela e seus dançarinos carregam armas". A roupa da cantora durante a performance consistiu em um terno preto apertado com um decote largo, luvas da mesma cor e botas de salto. A artista também afirmou que leiloaria todas as roupas que usou para a turnê, contando que a renda, fosse destinada a ajudar as vítimas do Furacão Sandy.
Essa interpretação, junto com a de "Gang Bang", na qual Madonna é mostrada em um quarto de motel matando seus inimigos com uma arma e sangue é vista na tela,  não foi isenta de controvérsias. Após sua apresentação no Colorado, uma onda de controvérsia foi gerada sobre o uso de armas falsas, uma vez que o público foi sensibilizado pelo Massacre em Aurora, que ocorreu na estréia de The Dark Knight Rises. Peter Burns, apresentador de rádio da região, disse ao The Hollywood Reporter que "foram vistas pessoas olhando uma para a outra. Eu ouvi as palavras "Colorado", "Aurora", "tiros"; as pessoas foram ouvidas falando sobre isso e foi um pouco perturbador. Vi duas ou três pessoas se levantarem, pegarem suas coisas e deixarem seus assentos. Ray Mark Rinaldi, do site Reverb, comentou que "Madonna dançou com armas e atirou nos bandidos em "Revolver". Era uma cena sangrenta, particularmente de mau gosto no Colorado hoje em dia, mas tudo de brincadeira; se as pessoas ficassem chateadas, deveriam. Daniel Brokman, do jornal The Phoenix, comentou sobre esse momento: "Digamos que Madonna levou a multidão a um lugar sombrio que poucos esperavam alguns minutos antes da rainha pop dos anos 80". Na revisão de TwinCities.com sobre o concerto, Ross Raihala mencionou que havia "escuridão na primeira parte do show", porque apresentações de "Revolver" e "Gang Bang". Em sua defesa, Madonna comentou isso em uma carta publicada na Billboard: "Não condeno a violência ou o uso de armas. [Eu acho] eles são símbolos de querer ser mais forte e encontrar uma maneira de acabar com sentimentos que considero dolorosos e prejudiciais. No meu caso, quero acabar com as mentiras e a hipocrisia da Igreja, a intolerância de muitas culturas e sociedades de mente estreita que conheci ao longo da minha vida e, em alguns casos, a dor que senti por ter um coração partido.

## Lista de faixas e formatos
| Download digital |                                                      |         |  |
| N.º              | Título                                               | Duração |  |
| 1.               | "Revolver" (Madonna vs. David Guetta One Love Remix) | 2:59    |  |
| 2.               | "Celebration" (con Akon)                             | 3:55    |  |

| Maxi single europeu e estadunidense |                                                                        |         |  |
| N.º                                 | Título                                                                 | Duração |  |
| 1.                                  | "Revolver" (Madonna vs. David Guetta One Love Version) (con Lil Wayne) | 3:16    |  |
| 2.                                  | "Revolver" (Madonna vs. David Guetta One Love Version)                 | 2:59    |  |
| 3.                                  | "Revolver" (Madonna vs. David Guetta One Love Remix)                   | 4:31    |  |
| 4.                                  | "Revolver" (Paul van Dyk Remix)                                        | 8:35    |  |
| 5.                                  | "Revolver" (Paul van Dyk Dub)                                          | 8:35    |  |
| 6.                                  | "Revolver" (Tracy Young's Shoot to Kill Remix)                         | 9:24    |  |
| 7.                                  | "Celebration" (con Akon)                                               | 3:55    |  |
| 8.                                  | "Celebration" (Felguk Love Remix)                                      | 6:37    |  |

| Maxi single de 12" europeu e estadunidense |                                                           |        |         |  |
| N.º                                        | Título                                                    | Letras | Duração |  |
| 1.                                         | "Revolver" (Madonna vs. David Guetta One Love Club Remix) |        | 4:31    |  |
| 2.                                         | "Revolver" (Paul van Dyk Remix)                           |        | 8:35    |  |
| 3.                                         | "Revolver" (Tracy Young's Shoot to Kill Remix)            |        | 9:24    |  |
| 4.                                         | "Revolver" (Paul van Dyk Dub)                             |        | 8:35    |  |
| 5.                                         | "Revolver" (Madonna vs. David Guetta One Love Remix)      |        | 8:35    |  |
| 6.                                         | "Celebration" (com Akon)                                  |        | 3:55    |  |
| 7.                                         | "Celebration" (Felguk Love Remix)                         |        | 6:37    |  |

## Créditos e equipe
| - Madonna – escritora, vocal e produtor musical - Lil Wayne – escritor e vocal - DJ Frank E – escritor e produtor musical - Carlos Battey – escritor - Steven Battey – escritor - Brandon Kitchen – escritor - Demacio Castellon – mixagem | - Ron Taylor – Pro Tools editing - David Guetta and Afrojack – remixers (One Love remixes) - Paul Van Dyk – remixador e produção adicional - Tracy Young – remixador e produção adicional - Akon – remixador e vocal ("Celebration" feat. Akon) - Felguk – remixador e produção adicional |

Créditos adaptados das notas principais do CD Celebration e Remixes "Revolver" Maxi-Single.

## Desempenho comercial
"Revolver" estreou no Canadian Hot 100 por uma semana na posição 95 da edição de 17 de outubro de 2009, mas caiu nas tabelas na semana seguinte. Na edição da Billboard de 16 de janeiro de 2010, a música fez uma reentrada na tabela em uma posição mais alta de 47, e foi a estréia mais alta da tabela. Ele estreou no top 20 da tabela oficial da Finlândia, na posição dezenove e passou para 18 após duas semanas. No Reino Unido, a música foi inicialmente posicionada no número 188, mas depois de algumas semanas subiu para a posição 130 na UK Singles Chart.
The One Love remix de "Revolver", com David Guetta, estreou na Ultratop 50 na região da Flandres na posição 37. Após algumas semanas, a música alcançou o número 26 na tabela de Flandres e 25 na tabela da Valônia. A canção estreou no número 41 na Hot Dance Club Songs em 16 de janeiro de 2010 como a maior estréia da semana, e atingiu um pico de quatro, permanecendo por duas semanas no mesma posição. Na Itália, a música estreou no número 16 e foi certificada em ouro pela Federation of the Italian Music Industry (FIMI) pela comercialização de 15,000 cópias do single. A música também chegou à Irlanda, na posição 41. Na Espanha, a música alcançou 39 na tabela, por apenas uma semana. Na República Tcheca, "Revolver" estreou no número 66 e atingiu o pico do número 22 após sete semanas.

### Tabelas semanais
| Tabela musical (2009)                  | Melhor posição |
| -------------------------------------- | -------------- |
| Bélgica (Ultratop 50 de Flandres)      | 21             |
| Bélgica (Ultratop 40 de Valônia)       | 12             |
| Canadá (Canadian Hot 100)              | 47             |
| Dinamarca (Hitlisten)                  | 30             |
| Espanha (PROMUSICAE)                   | 39             |
| Estados Unidos (Dance Club Songs)      | 4              |
| Estados Unidos (Hot 100 Single Sales)  | 2              |
| Europa (European Hot 100 Singles)      | 51             |
| Finlândia (IFPI Finlândia)             | 6              |
| França (SNEP)                          | 25             |
| Irlanda (IRMA)                         | 41             |
| Itália (FIMI)                          | 16             |
| Polônia (ZPAV)                         | 43             |
| Reino Unido (UK Singles Chart)         | 130            |
| República Checa (IFPI Česká Republika) | 22             |
| Rússia (Tophit)                        | 113            |

| Tabela musical (2010) | Posição |
| --------------------- | ------- |
| Itália (FIMI)         | 54      |

| Região                                                                                 | Certificação | Vendas  |
| -------------------------------------------------------------------------------------- | ------------ | ------- |
| Argentina (CAPIF)                                                                      | Platina      | 20,000^ |
| Itália (FIMI)                                                                          | Ouro         | 15,000* |
| *vendas baseadas apenas na certificação ^distribuições baseadas apenas na certificação |              |         |

## Histórico de lançamento
| Região         | Data                    | Formato          | Gravadora    |
| -------------- | ----------------------- | ---------------- | ------------ |
| Reino Unido    | 14 de dezembro de 2009  | Download digital | Warner Bros. |
| Europa         | 29 de dezembro de 2009  | Download digital | Warner Bros. |
| Estados Unidos | 29 de dezembro de 2009  | Download digital | Warner Bros. |
| Austrália      | 29 de dezembro de 2009  | Download digital | Warner Bros. |
| Europa         | 22 de janeiro de 2010   | CD single        | Warner Bros. |
| Argentina      | 5 de maio de 2010       | CD single        | Warner Bros. |
| Estados Unidos | 16 de fevereiro de 2010 | CD single        | Warner Bros. |
| Europa         | 5 de fevereiro de 2010  | 12"              | Warner Bros. |
| Estados Unidos | 2 de março de 2010      | 12"              | Warner Bros. |